# Star Wars: Tormenta Creciente
Star Wars: The High Republic: Tormenta Creciente es una novela escrita por Cavan Scott parte de la franquicia multimedia Star Wars: The High Republic y una secuela de Luz de los Jedi. Tormenta Creciente, que tiene lugar aproximadamente 200 años antes de los eventos de Star Wars: La amenaza fantasma, se basa en novelas y cómics anteriores de la Alta República centrados en la guerra entre la Orden Jedi y los Nihil. Fue lanzado por Del Rey el 29 de junio de 2021.
Una secuela directa, Star Wars: Estrella Caída, se lanzó el 4 de enero de 2022. 

## Trama
La historia tiene lugar un año después de Luz de los Jedi. Elzar Mann, todavía atormentado por visiones de muerte y matanza, es asignado al puesto de avanzada Jedi Valo para supervisar la Feria de la República, una demostración de unidad entre varios planetas orquestada por la canciller Lina Soh.
Bell Zettifar, ahora aprendiz de Indeera Stokes, llora a su anterior maestro, Loden Greatstorm, a quien cree muerto, y reprime sus instintos de fuerza para no poder descubrir la verdad. Marchion Ro se aventura a Rystan Badlands y libera a una antigua criatura llamada Gran Nivelador, quien cree que provocará la perdición de los Jedi. El Caballero Jedi Stellan Gios viaja con Soh a Valo para realizar una transmisión de Rhil Dairo. A Ty Yorrick, una cazadora de monstruos y ex padawan Jedi, se le asigna un viaje a Valo con un cliente que porta un arma misteriosa.
Elzar cree que ha impedido que sus visiones se hagan realidad después de que la Feria parece ir bien y tiene una aventura de una noche con el Valon a cargo de la Feria, Samera Ra-oon, para reprimir sus sentimientos de rechazo por parte de Avar Kriss. Los Jedi descubren y arrestan a Ty y su comprador después de verlos probar maquinaria que puede apagar dispositivos electrónicos, incluida una hoja de sable de luz. Después del evento principal de la Feria, una flota Nihil llega a Valo usando los Senderos y bombardea el planeta, matando a muchos espectadores y algunos Jedi.
Soh cae en coma después de ser víctima de una explosión orbital, mientras Stellan y los otros Jedi estacionados en Valo luchan contra los intrusos. Ty y Elzar forman una pareja de la Fuerza que les permite domesticar bestias parecidas a dragones y obstaculizar los esfuerzos de los Nihil desde el cielo, aunque Elzar se ve obligado a tocar el lado oscuro de la fuerza en un punto crítico de la batalla. Dairo registra los eventos y los transmite en vivo a la galaxia. Después de huir de Valo cuando fuerzas externas responden a la baliza de Dairo, los corredores de la tempestad Lourna Dee y Pan Eyta organizan una revuelta contra Ro, pero Lourna traiciona a Eyta y lo deja por muerto.
Bell no puede salvar la Innovator, una embarcación que era la pieza central de la Feria, pero descubre que Loden sigue vivo. Los Jedi deducen la ubicación de la base principal de los Nihil en Grizal y llegan para tender una emboscada a los merodeadores. Ro y Nihil escapan en el Gaze Electric, mientras Lourna es capturada por los Jedi. El nivelador se libera y petrifica a Loden. Stellan toca la mejilla de Loden y Loden se convierte en polvo; Stellan comenta que esta fue la primera vez que sintió miedo desde que era niño.

## Recepción
Escribiendo para el sitio web FanSided Dork Side of the Force, Tom Farr elogió la novela como "el mejor tipo de libro de Star Wars [que es] emocional... [tiene] apuestas cada vez mayores... y profundiza la mitología Jedi", calificando como un "pasador de páginas clásico". JJ Goodman de That Hashtag Show elogió la "acción y la angustia", tomando nota de que "realmente hace que esta nueva era de Star Wars sea convincente" en contraste con la narración "frenética" de Luz de los Jedi. 